# Бек, Юлиус
Юлиус Эскелунн Бек (дат. Julius Eskelund Beck; родился 27 апреля 2005) — датский футболист, полузащитник итальянского клуба «Специя», выступающий на правах аренды за «Эсбьерг».

## Клубная карьера
Воспитанник футбольной академии клуба «Сённерйюск». 9 мая 2021 года дебютировал в основном составе «Сённерйюска» в матче датской Суперлиги против «Вайле», став самым молодым игроком в истории клуба в чемпионате Дании.
31 августа 2021 года перешёл в итальянский клуб «Специя». 2 октября 2022 года дебютировал в итальянской Серии A, выйдя на замену в матче против «Лацио».

## Карьера в сборной
Выступал за сборные Дании до 16, до 17 и до 18 лет.
В мае 2022 года был включён в заявку сборной Дании на чемпионат Европы до 17 лет, который прошёл в Израиле. Провёл на турнире 4 матча.